# Reggae Vibrations Live
Reggae Vibrations Live è un album dal vivo degli Africa Unite del 2002.

## Tracce
1. Jamming – 5:03 (Bob Marley)
2. Rebel Music – 4:27 (Bob Marley)
3. Is This Love – 4:42 (Bob Marley)
4. Ambush in the Night – 4:45 (Bob Marley)
5. Judge Not – 4:00 (Bob Marley)
6. War/Get Up Stand Up – 7:03 (Bob Marley)
7. Sotto pressione – 4:10
8. Scegli – 4:27
9. U Man Right – 4:12

Durata totale: 42:49